# IAR Ghimbav

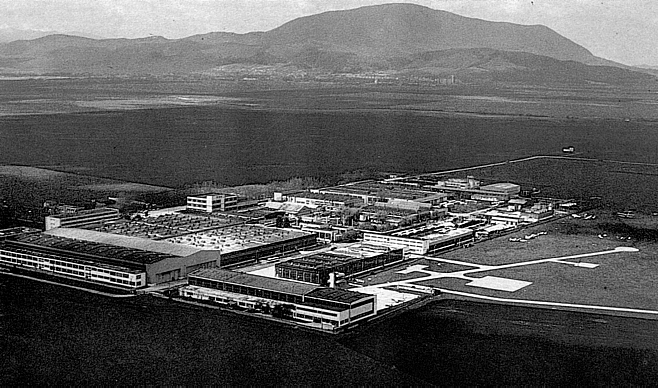
IAR Ghimbav — fotografie aeriană

IAR Ghimbav, numită și IAR Brașov este una dintre întreprinderile aeronautice ale României, care a produs elicopterele IAR 330 Puma și IAR 316B Alouette sub licență Sud Aviation Franța, devenită Aerospațiale, apoi Eurocopter, în prezent Airbus Helicopters. În prezent Societatea IAR SA se ocupă cu întreținerea, reparația și modernizarea elicopterelor.
Acționarii companiei sunt AVAS - 64,89% din capitalul social, Ministerul Muncii și Solidarității Sociale, cu 7,35% din capitalul social, SIF Transilvania, cu 4,57%, alte persoane fizice (17,25%) și juridice (5,98%).
Titlurile companiei se tranzacționează la categoria de bază a pieței Rasdaq, sub simbolul IARV.
IAR Ghimbav deține o participație de 49% din filiala română a companiei Eurocopter Romania, înființată în 2002.
Societatea IAR Ghimbav a rezultat din divizarea, în anul 2000, a companiei IAR Brașov în trei societăți distincte.
Celelalte două societăți rezultate în urma acestui proces sunt Construcții Aeronautice, care produce și repară avioane, și Top Therm, specializată în producția de tâmplărie PVC cu geamuri termopan.
Număr de angajați:
- 2009: 838[6]
- 2002: 1.700[7]

Cifra de afaceri:
- 2008: 203,7 milioane lei (55,4 milioane euro)[8]
- 2007: 182,7 milioane lei (54,7 milioane euro)[8][9]
- 2006: 240,6 milioane lei[9]

Venit net:
- 2008: 5 milioane lei (1,4 milioane euro)[8]
- 2007: 8,3 milioane lei[8]

## Privatizarea
În 2006, singurul ofertant interesat de IAR SA Ghimbav a fost Eurocopter SAS Franța.
Atunci, comisia de negociere a solicitat, permanent, ofertantului Eurocopter îmbunătățirea ofertei depuse și a prelungit succesiv, cu perioade de 30 de zile, termenul de valabilitate a ofertei până la data de 21 octombrie 2007.
Aceasta a fost ultima prelungire a ofertei permisă de legislație.
Până la acea dată, ofertantul nu a depus oferta finală îmbunătățită și irevocabilă la sediul AVAS, iar contractul de privatizare nu a putut fi încheiat.
În octombrie 2008, s-a încercat din nou privatizarea companiei, la ofertă participând Aero Vodochody din Cehia și Marcovici Capital.
Aero Vodochody a participat și la depunerea ofertelor pentru privatizarea Avioane Craiova.
În decembrie 2008, AVAS a anunțat că nu a ajuns la o înțelegere cu ofertantul Aero Vodochody.
Societatea urmează să fie relansată la privatizare.